# Winsted, Connecticut
Winsted är en stad i Litchfield County, Connecticut, USA med 7 321 invånare (2000). 

## Kända personer från Winsted
- Ralph Nader, miljöaktivist
- Henry R. Pease, senator

## Äldre bilder

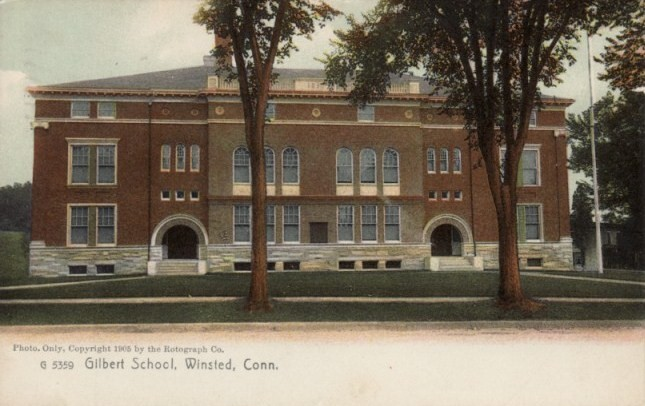
The Gilbert School, cirka 1910